# Pico de los Cuatro Caballeros
El pico de los Cuatro Caballeros (en gallego Pena dos Catro Cabaleiros) es un pico de 1.131 m de altitud situado en el límite de los municipios de Puebla del Brollón, Folgoso de Caurel, Incio y Samos, en la provincia de Lugo.
Desde él se divisa todo el valle de la Tierra de Lemos y la Sierra del Caurel. Está rodeado de vegetación, principalmente pinos. En esta zona habitan numerosas especies de animales como pueden ser los jabalíes o los corzos.

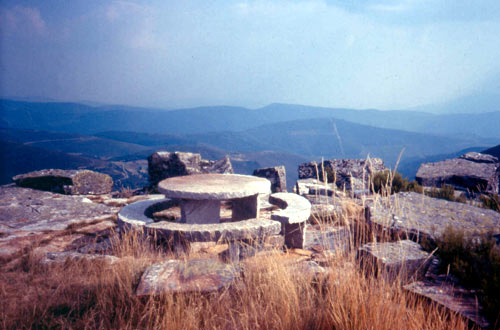
Vista de la Mesa de los Cuatro Caballeros.

Según cuenta la leyenda este nombre viene dado que en tiempos pasados en este punto se reunían los caballeros de Puebla del Brollón, Folgoso de Caurel, Incio y Samos. Hoy en día la tradición se mantiene y los alcaldes de los 4 ayuntamientos se reúnen en esta cima en una fiesta tradicional.
Actualmente en el centro del mirador está situada una mesa redonda con cuatro sillas, de granito, en honor a las reuniones que aquí se realizaban.